# Византијски плавац
Византијски плавац (лат. Cyaniris semiargus) врста је дневног лептира из породице плаваца (Lycaenidae).

## Распрострањење
Византијски плавац је распрострањен у целој Европи, све до Арктичког круга, али му бројност опада, нарочито на северу Европе. У Србији је знатно ређи у равници него у брдско-планинском делу земље.

## Станиште
Насељава ливаде, обрадиве површине и чистине унутар шума. Избегава нађубрене ливаде и оне које се користе за производњу сточне хране.

## Опис
Овај лептир је уобичајена величине за породицу плаваца, распон крила износи 32–38 mm.
Код ове врсте је изражен сексуални диморфизам. Горња страна крила мужјака је загаситоплава, а код женки смеђа. Доња страна крила је уједначене боје, сиве или окер, са низом црних тачака уједначене величине.
- Cyaniris semiargus ♂
- Cyaniris semiargus ♂  △

## Биологија
Годишње се јавља само једна генерација која лети од маја до почетка августа. Гусенице се хране црвеном детелином (Trifolium pratense) и другим врстама детелине.